# Trematopora pironai
Trematopora pironai is een mosdiertjessoort uit de familie van de Trematoporidae. De wetenschappelijke naam van de soort is voor het eerst geldig gepubliceerd in 1910 door Vinassa de Regny.